# 마쓰다 리키
마쓰다 리키(일본어: 松田 力, 1991년 7월 24일 ~ )는 일본의 축구 선수이다.

## 구단 경력
그는 2013년부터 J리그의 오이타 트리니타, 나고야 그램퍼스, 제프 유나이티드 지바, 아비스파 후쿠오카, 방포레 고후, 세레소 오사카, 에히메 FC에서 뛰었다.